# Wahlkreis Tempelhof-Schöneberg 3
Der Wahlkreis Tempelhof-Schöneberg 3 ist ein Abgeordnetenhauswahlkreis in Berlin. Er gehört zum Wahlkreisverband Tempelhof-Schöneberg und umfasst den Ortsteil Friedenau, den südlichen Innsbrucker Platz sowie das Gebiet um das Auguste-Viktoria-Krankenhaus.

## Abgeordnetenhauswahl 2023
Bei der Wahl zum Abgeordnetenhaus von Berlin 2023 traten folgende Kandidaten an:
| Direktkandidat                    | Partei           | Erststimmen | Zweitstimmen |
| --------------------------------- | ---------------- | ----------- | ------------ |
| Orkan Özdemir                     | SPD              | 32,0 %      | 21,9 %       |
| Annabelle Wolfsturm               | Grüne            | 27,0 %      | 30,0 %       |
| Inga Frohmann                     | CDU              | 23,0 %      | 23,0 %       |
| Sebastian Scheel                  | Die Linke        | 06,2 %      | 09,1 %       |
| Larry Rody                        | AfD              | 03,7 %      | 04,0 %       |
| André Byrla                       | FDP              | 03,4 %      | 04,7 %       |
| Sara Monka                        | Tierschutzpartei | 01,9 %      | 01,7 %       |
| Roman Archner                     | Die PARTEI       | 01,3 %      | 01,2 %       |
| Ugo D’Orazio                      | dieBasis         | 00,7 %      | 00,5 %       |
| Andreas Böttcher-Hoffmeier        | Piraten          | 00,4 %      | 00,3 %       |
| Tobias Kuster                     | Freie Wähler     | 00,3 %      | 00,2 %       |
| Corinna Hölzer                    | ÖDP              | 00,1 %      | 00,1 %       |
| –                                 | Volt             | –           | 01,1 %       |
| –                                 | Sonstige         | –           | 02,2 %       |
| Wahlberechtigte: 33.689 Einwohner |                  |             |              |
| Wahlbeteiligung: 72,3 %           |                  |             |              |

## Abgeordnetenhauswahl 2021
Bei der im Nachhinein für ungültig erklärten Wahl zum Abgeordnetenhaus von Berlin 2021 traten folgende Kandidaten an:
| Direktkandidat                    | Partei           | Erststimmen | Zweitstimmen |
| --------------------------------- | ---------------- | ----------- | ------------ |
| Orkan Özdemir                     | SPD              | 32,1 %      | 22,4 %       |
| Annabelle Wolfsturm               | Grüne            | 28,5 %      | 30,8 %       |
| Inga Frohmann                     | CDU              | 16,0 %      | 15,4 %       |
| Sebastian Scheel                  | Die Linke        | 07,5 %      | 10,4 %       |
| André Byrla                       | FDP              | 06,0 %      | 07,2 %       |
| Larry Rody                        | AfD              | 03,3 %      | 03,5 %       |
| Sara Monka                        | Tierschutzpartei | 02,0 %      | 01,6 %       |
| Ugo D’Orazio                      | dieBasis         | 01,5 %      | 01,3 %       |
| Roman Archner                     | Die PARTEI       | 01,4 %      | 01,4 %       |
| Tobias Kuster                     | Freie Wähler     | 00,9 %      | 00,6 %       |
| Andreas Böttcher-Hoffmeier        | Piraten          | 00,5 %      | 00,3 %       |
| Corinna Hölzer                    | ÖDP              | 00,3 %      | 00,2 %       |
| –                                 | Volt             | –           | 01,5 %       |
| –                                 | Sonstige         | –           | 03,4 %       |
| Wahlberechtigte: 33.398 Einwohner |                  |             |              |
| Wahlbeteiligung: 83,4 %           |                  |             |              |

## Abgeordnetenhauswahl 2016
Bei der Wahl zum Abgeordnetenhaus von Berlin 2016 traten folgende Kandidaten an:
| Direktkandidat                    | Partei           | Erststimmen | Zweitstimmen |
| --------------------------------- | ---------------- | ----------- | ------------ |
| Dilek Kolat                       | SPD              | 31,4 %      | 26,3 %       |
| Annabelle Wolfsturm               | Grüne            | 27,5 %      | 25,4 %       |
| Daniel Dittmar                    | CDU              | 16,7 %      | 15,6 %       |
| Carolin Behrwald                  | Die Linke        | 08,3 %      | 10,7 %       |
| Christian Fischer                 | AfD              | 07,7 %      | 07,9 %       |
| Reinhard Frede                    | FDP              | 06,4 %      | 07,6 %       |
| Andreas Böttcher-Hoffmeier        | Piraten          | 02,0 %      | 01,5 %       |
| –                                 | Tierschutzpartei | 0–          | 01,6 %       |
| –                                 | Die PARTEI       | 0–          | 01,5 %       |
| –                                 | Sonstige         | –           | 01,9 %       |
| Wahlberechtigte: 34.015 Einwohner |                  |             |              |
| Wahlbeteiligung: 75,2 %           |                  |             |              |

## Abgeordnetenhauswahl 2011
Bei der Wahl zum Abgeordnetenhaus von Berlin 2011 traten folgende Kandidaten an:
| Name                              | Partei           | Anteil der Erststimmen | Anteil der Zweitstimmen |
| --------------------------------- | ---------------- | ---------------------- | ----------------------- |
| Dilek Kolat                       | SPD              | 33,7 %                 | 28,3 %                  |
| Jasenka Villbrandt                | Grüne            | 31,1 %                 | 33,5 %                  |
| Hildegard Bentele                 | CDU              | 22,1 %                 | 20,4 %                  |
| Michael Ickes                     | Piraten          | 07,1 %                 | 07,5 %                  |
| Harald Gindra                     | Die Linke        | 03,3 %                 | 04,0 %                  |
| Reinhard Frede                    | FDP              | 01,4 %                 | 01,7 %                  |
| ?                                 | pro Deutschland  | 01,3 %                 | 00,6 %                  |
| –                                 | Tierschutzpartei | –                      | 01,0 %                  |
| –                                 | Sonstige         | –                      | 03,0 %                  |
| Wahlberechtigte: 29.149 Einwohner |                  |                        |                         |
| Wahlbeteiligung: 72,1 %           |                  |                        |                         |

## Abgeordnetenhauswahl 2006
Bei der Wahl zum Abgeordnetenhaus von Berlin 2006 traten folgende Kandidaten an:
| Direktkandidat                    | Partei    | Erststimmen | Zweitstimmen |
| --------------------------------- | --------- | ----------- | ------------ |
| Dilek Kolat                       | SPD       | 42,1 %      | 32,6 %       |
| Roman Simon                       | CDU       | 21,9 %      | 18,5 %       |
| Jasenka Villbrandt                | Grüne     | 21,8 %      | 27,7 %       |
| Reinhard Frede                    | FDP       | 07,0 %      | 08,1 %       |
| Harald Gindra                     | Die Linke | 03,2 %      | 04,2 %       |
| Sonstige                          | Sonstige  | 04,0 %      | 09,4 %       |
| Wahlberechtigte: 28.849 Einwohner |           |             |              |
| Wahlbeteiligung: 69,0 %           |           |             |              |

## Frühere Wahlkreissieger
Direkt gewählte Abgeordnete des Wahlkreises Tempelhof-Schöneberg 3 waren bis heute:
| Jahr | Name           | Partei | Erststimmen |
| ---- | -------------- | ------ | ----------- |
| 2023 | Orkan Özdemir  | SPD    | 32,0 %      |
| 2021 | Orkan Özdemir  | SPD    | 32,0 %      |
| 2016 | Dilek Kolat    | SPD    | 31,4 %      |
| 2011 | Dilek Kolat    | SPD    | 33,7 %      |
| 2006 | Dilek Kolat    | SPD    | 42,1 %      |
| 2001 | Dilek Kolat    | SPD    | 44,6 %      |
| 1999 | Dieter Nippert | CDU    | 39,7 %      |
| 1995 | Dieter Nippert | CDU    | 33,5 %      |
| 1990 | Harald Grieger | CDU    | 41,0 %      |

Anmerkung: Die Wahlkreise werden für jede Abgeordnetenhauswahl neu eingeteilt. Der Vorgängerwahlkreis mit ähnlicher Abgrenzung war bei den Wahlen von 1990, 1995 und 1999 der Wahlkreis Schöneberg 3.